# Oxyecous undulatus
Oxyecous undulatus är en insektsart som beskrevs av David R. Ragge 1956. Oxyecous undulatus ingår i släktet Oxyecous och familjen vårtbitare. Inga underarter finns listade i Catalogue of Life.